# Il pericolo pubblico n. 1
Il pericolo pubblico n. 1 (The Beast of the City) è un film statunitense del 1932 diretto da Charles Brabin.